# Austroplebeia cincta
Austroplebeia cincta là một loài Hymenoptera trong họ Apidae. Loài này được Mocsáry mô tả khoa học năm 1898.